# Progress M-15M
La missione Progress M-15M del programma russo Progress, registrata dalla NASA come missione 47P, è una missione di rifornimento della stazione spaziale internazionale completamente automatizzata, senza equipaggio a bordo.

## Lancio
La navetta è partita dal cosmodromo di Baikonur in Kazakhistan il 20 aprile 2012, ed è arrivata a destinazione due giorni dopo, attraccando nel modulo Pirs, sostituendo la nave della missione precedente Progress M-14M che 3 giorni prima era ormeggiata proprio lì.

## Materiale trasportato
Il rifornimento effettuato con questa missione ha portato principalmente carburante, beni di prima necessità all'equipaggio (acqua, cibo, ossigeno) e strumentazione per esperimenti.

## Rientro
Prima della fase di rientro, la navetta Progress si è staccata dalla ISS e ha operato una missione di test di undocking-redocking nello stesso punto, per testare il nuovo sistema Kurs-NA di puntamento radar del programma Progress, un sistema che richiede molta meno energia e massa trasportata del precedente Kurs-A. La missione è fallita a causa di un problema al nuovo sistema; il controllo missione ha preferito annullare la missione, anziché ritentare un attracco, per permettere una migliore identificazione del problema.
Successivamente, ha completato un'altra missione di 6 giorni di volo libero con misurazione di assorbimento e densità della ionosfera terrestre; dopodiché, ha effettuato una manovra di deorbitazione e ha continuato la sua discesa verso la terra, bruciando al contatto con l'atmosfera.